# 蓮昌寺 (さいたま市)
蓮昌寺（れんしょうじ）は、埼玉県さいたま市浦和区駒場にある日蓮宗の寺院。妙銀山実相院。旧本山は池上本門寺。池上神楽坂法縁。さいたま市指定文化財の鎧塚出土の石函を所蔵する。

## 歴史
慶長17年（1612年）小田原城落城後二階堂資朝が夫妻で落延びた、当地にあった実相庵に縁を感じ夫妻は出家し池上本門寺の実相院日清を開山として寺を創建した。日観（3世）の代に山門、鐘楼堂、七面堂、守護神堂等が建立された。天保11年（1840年）日真（19世）の代に本堂が再建された。昭和43年（1968年）老朽化した本堂の修復ならびに書院と庫裏の改築が開始され昭和47年（1972年）までに完成された。本堂には二階堂資朝による開創当時の部材が往時を偲んで現在も使用されている。

## 境内
- 本堂
- 蓮昌寺会館（斎場。2021年1月に閉館した[1]）

## 近隣
- さいたま市青少年宇宙科学館
- さいたま市駒場スタジアム
- 浦和駒場体育館
- 原山市民プール
- 浦和総合運動場
  - さいたま市営浦和球場
- さいたま市立浦和中学校・高等学校